# Gare de Saint-Égrève-Saint-Robert
Gare de Saint-Égrève-Saint-Robert – przystanek kolejowy w Saint-Égrève, w departamencie Isère, w regionie Owernia-Rodan-Alpy, we Francji.
Jest przystankiem kolejowym Société nationale des chemins de fer français (SNCF), obsługiwanym przez pociągi TER Rhône-Alpes.